# Alaj
Az Alaj vagy Alaj-hegység (kirgizül Алай [Alaj], oroszul Алайский хребет [Alajszkij hrebet]) magashegység Kirgizisztán, Tádzsikisztán és Üzbegisztán területén. A Pamír-Alaj  hegységrendszer része.
Legmagasabb csúcsa a Pik Tandikul (oroszul пик Тандыкуль), melynek tengerszint feletti magassága 5544 m körüli.

## Részei
A kelet-nyugat irányban húzódó hegység több láncból áll. A főlánc csúcsai eljegesedtek.
Északon meredeken szakad le a Ferganai-medencére.
Délen a 130 km hosszú, 20 km széles, 2500–3400 m magasan fekvő Alaj-völgy határolja, amiben a Vahs (Kizil-Szu) folyó folyik. Az Alaj-völgy átjáró a Rast-völgyön keresztül az ókori Baktria területe és a Tarim-medence között, nyári legelőkkel.
Ettől még délebbre az Alajontúli-hegység (Transzalaj ) erősen eljegesedett lánca már a Pamírhoz tartozik, a Pamír legészakibb része. Itt található az Ibn Szína (korábbi Lenin-csúcs).

## Vízrajz
A hegység déli lejtőinek patakjai a Vahsba áramlanak, amely az Amu-darja mellékfolyója. A hegyvidék északi lejtőiről lefolyó patakok a Szir-darja mellékfolyói.